# Английская енотовая гончая
Английская енотовая гончая, или красно-крапчатый кунхаунд (англ. english coonhound), — порода собак. Она является одним из видов кунхаундов, которых, как правило, разводят в южной части США.

## История
Изначально эта порода была классифицирована и зарегистрирована как английская гончая и кунхаунд, до того, как из неё выделили шесть разновидностей. Признание в 1940-х годах кунхаундов питомником United Kennel Club of Bluetick and Treeing Walker привело к изменению классификации английских кунхаундов.
Порода появилась на юго-востоке США, где она была выведена от американской и английской гончей, других европейских охотничьих пород и местных собак с целью выслеживания и травли различных животных.

## Внешний вид
В отличие от других классификаций кунхаундов, стандарты породы английского кунхаунда разрешают различный окрас этих собак. Окрас может быть с рыжими или сероватыми отметинам  на шерсти, трёхцветным или трёхцветным с отметинами. Тем не менее, преобладает окрас с рыжеватыми пятнами «Redtick». Этим английским словом часто называют представителей породы английского кунхаунда. Некоторые считают, что отсутствие жесткого перечня окрасов в стандарте породы позволило селекционерам сосредоточиться на закреплении охотничьих качеств и интеллекта в поголовье, и избежать отбора по цвету шерсти. Цветовые различия обычны даже среди щенков из одного помёта английского кунхаунда, что указывает на высокое разнообразие ДНК у данной породы.

## Темперамент
Подобно всем кунхаундам, собаки данной породы как правило добродушные и очень общительные. Их пугливость или агрессия в соответствии со стандартом UKC считается выбраковкой в породе. У них сильная, почти до упрямства, воля и к этим собакам надо иметь больше терпения в обучении, чем с другими породами. Молодые особи зачастую чрезвычайно активны и игривы, жаждут человеческого внимания в дополнение к обилию прочих упражнений. Английский кунхаунд не угомонится в помещении и их следует избегать людям, которые не хотят видеть собаку на своём диване или в кровати. Представители этой породы являются превосходными семейными домашними животными и несмотря на то, что были выведены для охоты, могут хорошо уживаться в пределах группы. Английские кунхаунды также адекватны в качестве сторожевых собак, их лай характеризуется мелодичностью с длящимися, либо коротко-взрывными звуками.

## Использование
Английских кунхаундов часто держат в качестве охотничьих собак, используемых для выслеживания и травли животных, в первую очередь енотов. Также они участвуют в так называемой «вечерней» охоте, популярном шоу с конкурсами и водными состязаниями.